# Mouvement africain des enfants et jeunes travailleurs
Il Mouvement africain des enfants et jeunes travailleurs (Maejt, in francese "Movimento africano dei bambini e dei giovani che lavorano") è una rete di associazioni costituite da bambini e ragazzi che lavorano in 20 paesi dell'Africa occidentale e centrale (tra cui Benin, Costa d'Avorio, Repubblica Democratica del Congo, Burkina Faso, Senegal, Mali, Guinea-Bissau, Guinea, Niger e Togo). 

## Attività
Il movimento si propone di difendere i diritti dei minori che lavorano attraverso il dialogo con le autorità, iniziative di solidarietà reciproca, e campagne di sensibilizzazione dell'opinione pubblica locale e internazionale. Le singole associazioni dei diversi paesi sono note come Association des enfants et jeunes travailleurs (Aejt, "Associazione dei bambini e dei ragazzi che lavorano"). Associazioni correlate esistono anche in alcuni paesi di lingua inglese, dove vengono chiamate Association of working children and youth (Awcy). Il principale organo del movimento è il bollettino Lettre de la rue; nel 1999 il movimento ha descritto i propri principi e le proprie attività nel libro Voix des enfants d'Afrique ("Voce di bambini d'Africa"), tradotto nel mondo in varie lingue, incluso l'italiano.

### Principi ispiratori
Il movimento è nato formalmente nel luglio del 1994 a Bouaké (Costa d'Avorio), dove si è tenuto il primo incontro internazionale. In questa occasione è stato stilata la dichiarazione dei principi del movimento, che ha identificato 12 diritti fondamentali che il movimento si prefigge di promuovere e difendere:
1. il diritto a essere rispettati;
2. il diritto a esprimersi liberamente e organizzarsi;
3. il diritto a imparare a leggere e scrivere;
4. il diritto a una formazione per imparare un mestiere;
5. il diritto a restare nel proprio villaggio;
6. il diritto a essere ascoltati;
7. il diritto a fare ricorso a una giustizia equa;
8. il diritto al riposo per malattia;
9. il diritto alle cure sanitarie;
10. il diritto a un lavoro non pesante;
11. il diritto alla sicurezza sul lavoro;
12. il diritto a divertirsi e giocare.

Per contro, il movimento si oppone alle campagne per la lotta indiscriminata al lavoro minorile nel mondo:
(La voce dei bambini dell'Africa, p. 119)
Il movimento ha stretto relazioni con altri movimenti analoghi sorti in altre parti del mondo (per esempio India e Sudamerica e inviato le proprie delegazioni a molti eventi internazionali sulla situazione dei minori nel mondo, come il convegno dell'Unicef sullo sfruttamento del lavoro minorile in Africa occidentale e centrale (Abidjan, Costa d'Avorio 1996) e la sessione speciale sull'infanzia dell'Assemblea generale delle Nazioni Unite (New York 2002).